# Malenska vas
Malenska vas je naselje u slovenskoj Općini Mirnoj Peči. Malenska vas se nalazi u pokrajini Dolenjskoj i statističkoj regiji Jugoistočnoj Sloveniji. 

## Stanovništvo
Prema popisu stanovništva iz 2002. godine naselje je imalo 72 stanovnika.